# Acanthodelta mormoides
Acanthodelta mormoides är en fjärilsart som beskrevs av Walker 1858. Acanthodelta mormoides ingår i släktet Acanthodelta och familjen nattflyn. Inga underarter finns listade i Catalogue of Life.